# Pourriture fondante
La pourriture fondante est une affection imaginaire, apparaissant dans le cycle de fiction des Inhibiteurs, une œuvre littéraire de science-fiction créée par l'écrivain Alastair Reynolds en 2000. Elle est appelée peste fondante dans les œuvres associées se déroulant dans l’univers du cycle mais n’appartenant pas au cycle, à proprement parler.
Ayant notamment gravement atteint la civilisation dans le système de Yellowstone, la pourriture fondante affecte les machines ayant un certain degré d’intelligence. Les humains s’étant posé des implants et protégés par des médechines (nano-robot médicaux) ont été infectés par cette maladie.
John Brannigan, capitaine du gobe-lumen Spleen de l'Infini, est également atteint mais différemment des autres, la maladie se traduisant chez lui par une symbiose forcée avec son vaisseau.